# Neofleutiauxia
Neofleutiauxia is een geslacht van kevers uit de familie  
kniptorren (Elateridae).
Het geslacht werd voor het eerst wetenschappelijk beschreven in 1987 door Giuseppe Platia.

## Soorten
Het geslacht omvat de volgende soorten:
- Neofleutiauxia fruhstorferi (Platia, 1986)
- Neofleutiauxia girardi (Platia, 1986)
- Neofleutiauxia mariejoseae (Platia, 1986)
- Neofleutiauxia osellai (Platia, 1986)
- Neofleutiauxia valentinae (Platia, 1986)